# Коссак-Щуцкая, Зофья

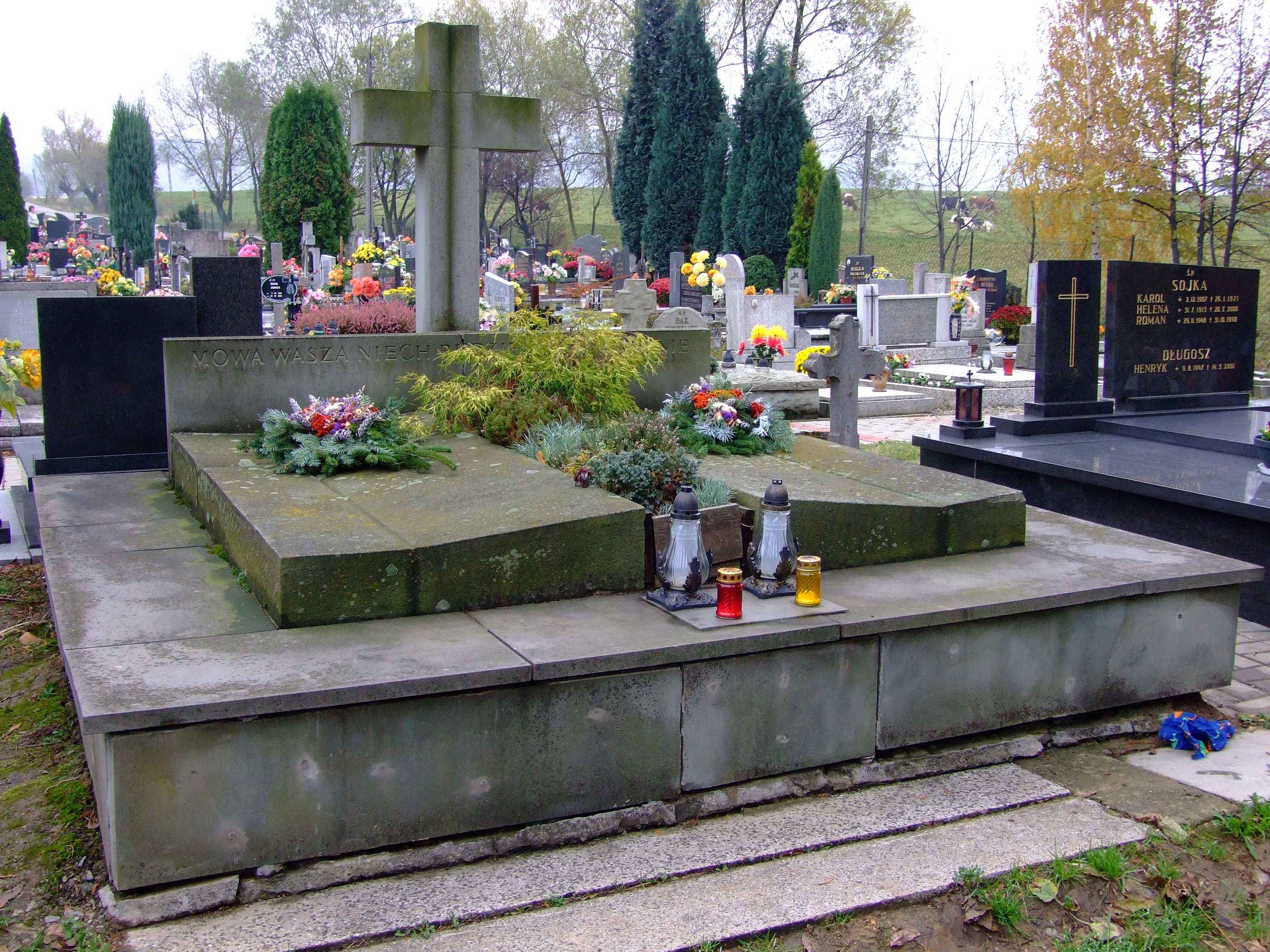
Могила Зофьи Коссак-Щуцкой в Гурки-Вельке, Польша

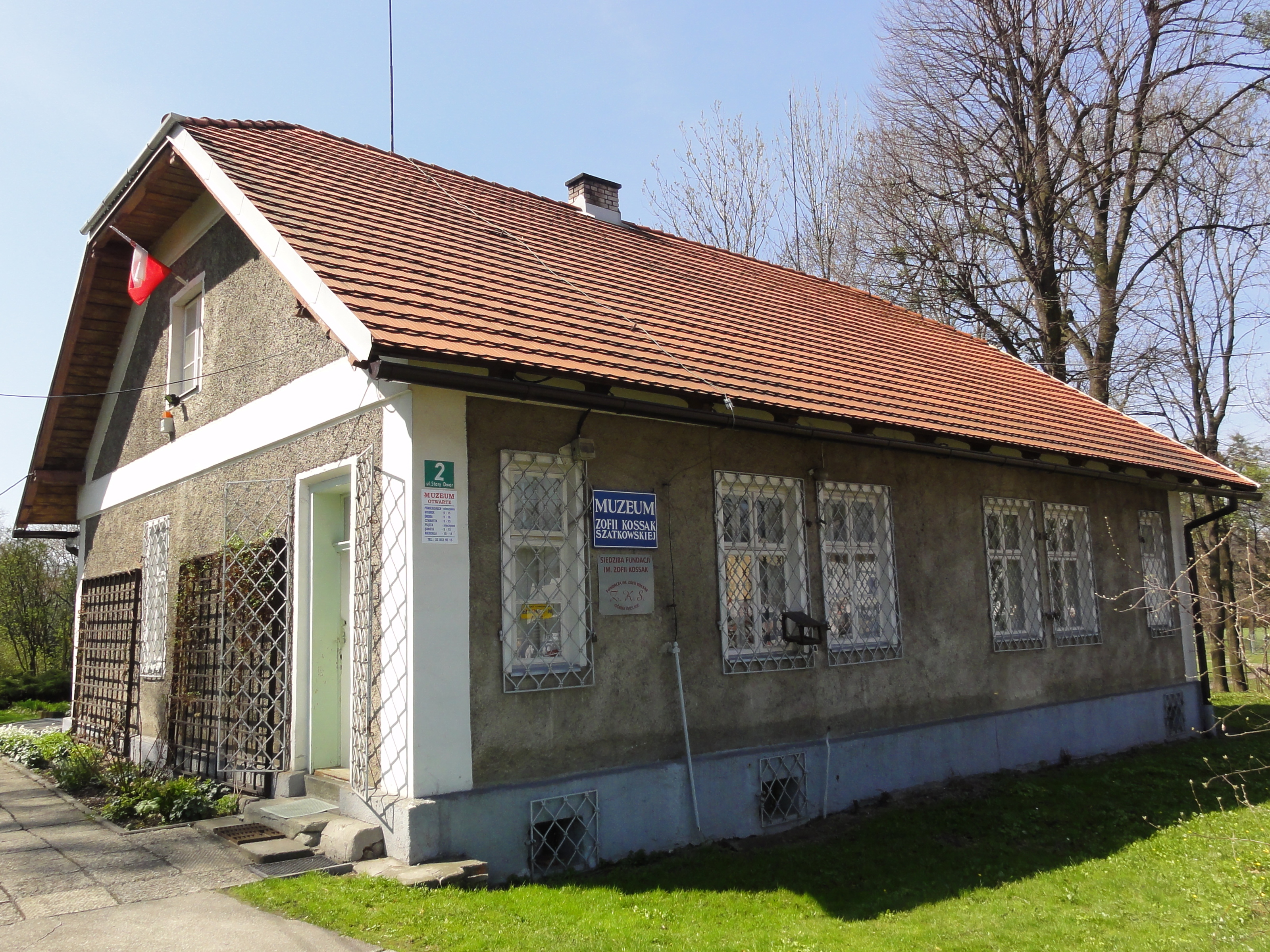
Музей Зофьи Коссак-Щуцкой, Гурки-Вельке, Польша

Зо́фья Ко́ссак-Щу́цкая, в замужестве Коссак-Шатковская (пол. Zofia Kossak-Szczucka, Zofia Kossak-Szatkowska, 10 августа 1890, Косьмин, Царство Польское, Российская империя — 9 апреля 1968, Бельско-Бяла, Польша) — польская писательница, журналистка, участница польского Сопротивления, одна из основательниц Совета помощи евреям. Праведник мира.

## Биография
Зофья Коссак родилась 10 августа 1890 года в семье Тадеуша Коссака, брата польского художника Войцеха Коссака. Своё детство и юность Зофья Коссак провела в Люблине и на Волыни. Получив домашнее образование, с 1906 года стала преподавать в Варшаве. Обучалась в варшавской Школе изящных искусств, потом продолжила обучение в Женеве.
В 1915 году вышла замуж за Стефана Щуцкого и стала жить в Новоселице на Волыни, где в 1917 году пережила крестьянские восстания. Там же в 1916 родился её первый сын Юлиуш, а в 1917 — второй, Тадеуш. После смерти мужа в 1921 году переехала в Гурки-Вельке.
В 1925 году вышла замуж за Зигмунда Шатковского. В 1926 родился сын Витольд, и в том же году умер её первый сын Юлиуш Щуцкий. В 1928 г. родилась дочка Анна Шатковская, в годы войны — молодая участница Сопротивления, позднее писательница-мемуаристка.
В 1932 году она получила литературную премию и в 1936 году — премию Польской Академии литературы. В 1937 году была награждена Орденом Возрождения Польши. Примечательно, что в своих литературных произведениях, написанных до войны, занимала антисемитскую позицию, весьма распространённую в тогдашнем польском обществе.
Во время II Мировой войны жила в Варшаве, занимаясь благотворительной деятельностью в подпольных условиях. В это же время стояла во главе католической подпольной организации Фронт Возрождения Польши (пол. Front Odrodzenia Polski), которая стала продолжением довоенной Католической Акции. Издала в сотрудничестве первый номер подпольного журнала «Polska żyje» («Польша живёт»).
В августе 1942 года выпустила свой знаменитый манифест, в котором призвала поляков помочь евреям, погибающим в Варшавском гетто.

Нельзя долее терпеть это молчание. Какими бы ни были его мотивы — оно бесчестно. Нельзя оставаться пассивным при виде преступления. Тот, кто молчит перед лицом убийства — становится пособником убийцы. Кто не осуждает — тот дозволяет.
Оригинальный текст (пол.)Tego milczenia dłużej tolerować nie można. Jakiekolwiek są jego pobudki - jest ono nikczemne. Wobec zbrodni nie wolno pozostawać biernym. Kto milczy w obliczu mordu - staje się wspólnikiem mordercy. Kto nie potępia - ten przyzwala

В сентябре 1942 года вместе с Вандой Крахельской-Филипович основала Совет помощи евреям, который позднее преобразовался в Жеготу. В 1943 году была арестована за свою деятельность и отправлена в концентрационный лагерь Освенцим, позднее её перевели в варшавскую тюрьму Павяк, где вскоре она была приговорена к смертной казни. В 1944 году её выпустили из тюрьмы. В августе 1944 года она принимала участие в Варшавском восстании, в котором погиб её сын Тадеуш. В Сопротивлении участвовали, несмотря на молодой возраст, и её двое детей от второго брака, которые оба пережили войну и дожили до старости.
C 1945 года руководила миссией Польского Красного креста в Лондоне. После пришествия к власти польских коммунистов осталась в Великобритании, где проживала с третьим мужем на ферме в Корнуолле, занимаясь литературной деятельностью.
В 1957 году возвратилась в Польшу и стала работать журналистской в католической периодической печати. В 1964 году она стала одним из инициаторов Письма 34, в котором протестовала против ограничения свободы слова.
Зофья Коссак-Щуцкая умерла 9 апреля 1968 года в городе Бельско-Бяла и была похоронена на кладбище в Гурках Вельких.

## Сочинения
- Beatum scelus
- Beatyfikacja Skargi
- Bez oręża (1937)
- Błogosławiona wina
- Błogosławiony Jan Sarkander ze Skoczowa
- Bursztyny
- Chrześcijańskie posłannictwo Polski
- Dziedzictwo
- Gród nad jeziorem
- Kielich krwi - obrazek sceniczny w dwóch aktach
- Kłopoty Kacperka góreckiego skrzata (1924)
- Król trędowaty
- Krzyżowcy (1935)
- Ku swoim (1932)
- Legnickie pole (1931)
- Na drodze
- Na Śląsku
- Nieznany kraj (1932)
- Ognisty wóz
- Pątniczym szlakiem. Wrażenia z pielgrzymki (1933)
- Pod lipą
- Pożoga (1922)
- Prometeusz i garncarz
- Przymierze (1952)
- Purpurowy szlak
- Puszkarz Orbano
- Rewindykacja polskości na Kresach
- Rok polski: obyczaj i wiara
- S.O.S. ... !
- Skarb Śląski (1937)
- Suknia Dejaniry
- Szaleńcy Boży (1929)
- Szukajcie przyjaciół (1933)
- Topsy i Lupus (1931)
- Trembowla
- Troja północy
- W Polsce Podziemnej: wybrane pisma dotyczące lat 1939 - 1944
- Warna
- Wielcy i mali (1927)
- Z dziejów Śląska
- Z miłości (1925)
- Z otchłani: wspomnienia z lagru
- Złota wolność (1928)

## Награды
- Орден Белого орла (11 ноября 2018 года, посмертно)
- Командор ордена Возрождения Польши (1963)
- Офицер ордена Возрождения Польши (11 ноября 1937)
- Золотой Крест заслуги (9 ноября 1932)
- Академический лавр (7 ноября 1936)
- Была принята в почётные члены орден святого Лазаря с вручением Большого Креста заслуги (1938).
- Золотой венок Польской Академии литературы;
- За свою деятельность по спасению евреев и благотворительность после войны была награждена медалью «Праведник мира» (1982, посмертно);

## Память
- В Гурках-Вельких находится музей, посвящённый Зофьи Коссак-Щуцкой[7].
- В 2009 году Банк Польши выпустил серебряную монету достоинством 20 злотых «Поляки, спасающие евреев», на которой изображена Зофья Коссак-Щуцкая.

## Источник
- Hierowski, Zdzisław (1947). 25 lat literatury na Śląsku 1920—1945. Katowice — Wrocław: Wydawnictwa Instytutu Śląskiego. OCLC 69489660.
- Jurgała-Jurecka, Joanna (2009). Historie zwyczajne i nadzwyczajne, czyli znani literaci na Śląsku Cieszyńskim. Cieszyn: Biblioteka Miejska w Cieszynie. pp. 68–89. ISBN 978-83-915660-9-1.